# Edukacja ekologiczna

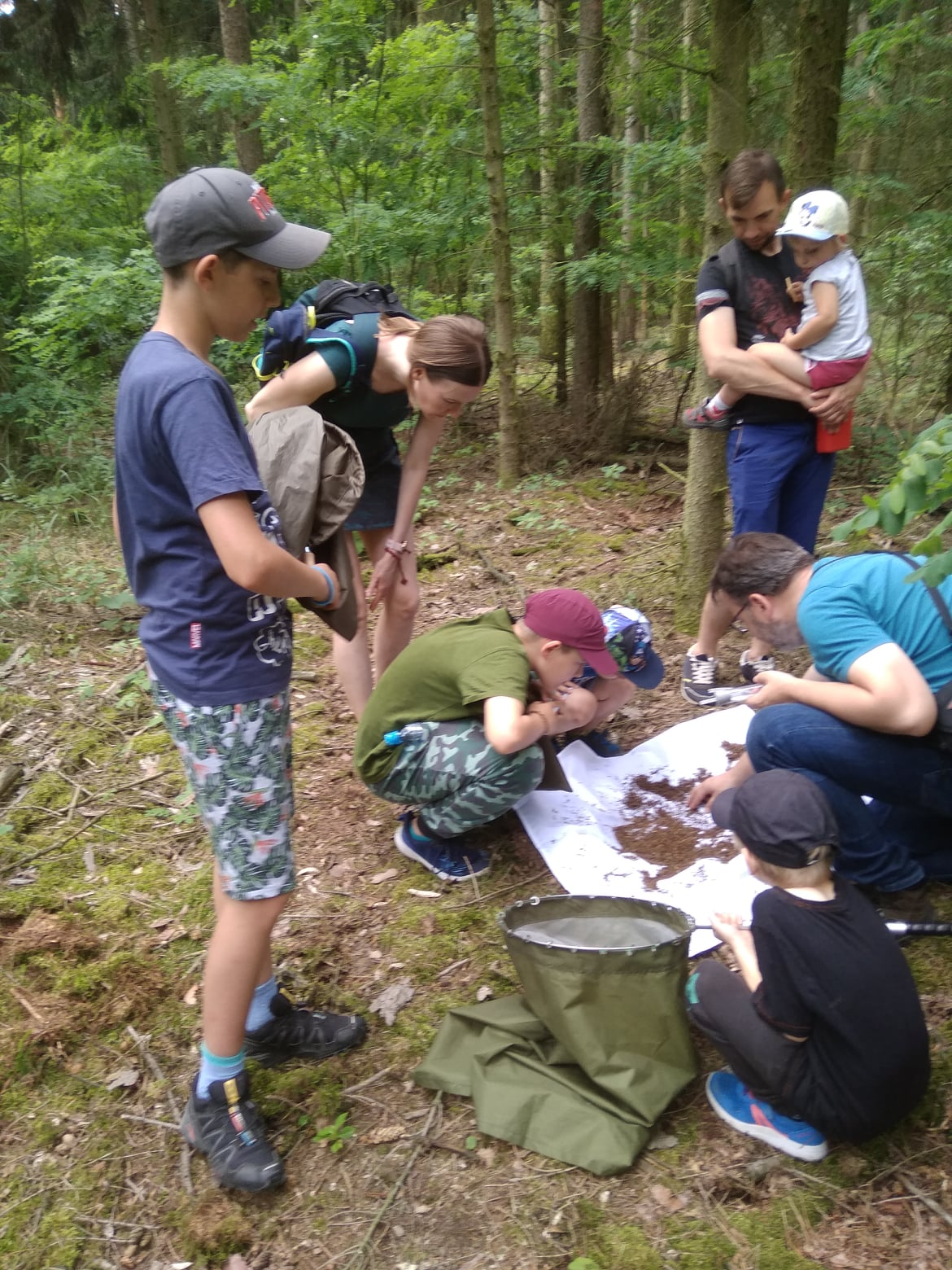
Wycieczka przyrodnicza w okolicach Rogalina z entomologiem, prof. Pawłem Sienkiewiczem, który na jej podstawie opracował broszurę edukacyjną dla Drogi Pokoju, o znaczeniu owadów, martwego drewna i bioróżnorodności

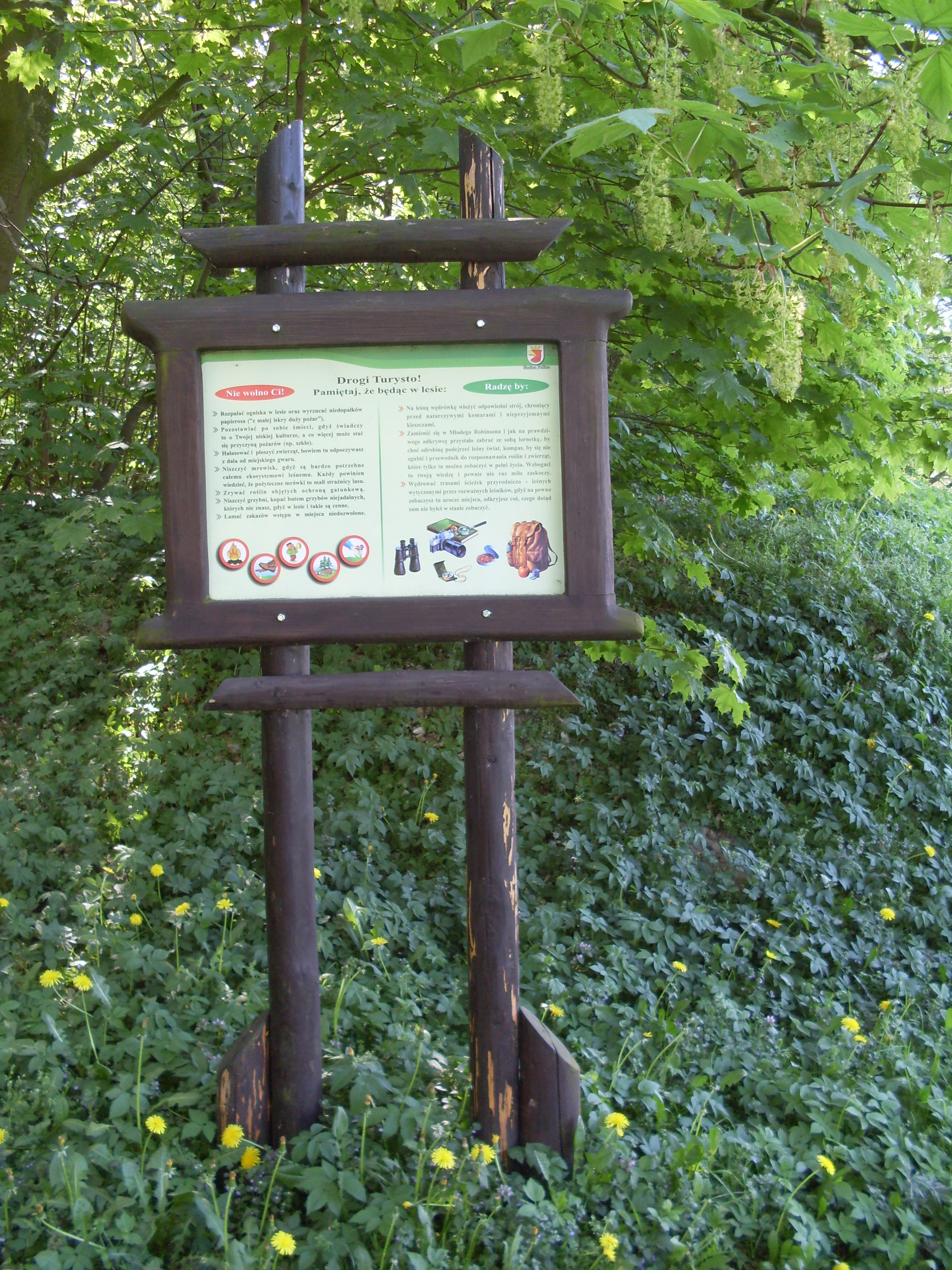
Ekologiczna Ścieżka Rekreacyjno-Dydaktyczna w Policach

Edukacja ekologiczna (element edukacji środowiskowej) – koncepcja kształcenia i wychowywania społeczeństwa w duchu poszanowania środowiska przyrodniczego zgodnie z hasłem myśleć globalnie – działać lokalnie. Edukacja ekologiczna definiowana jest także jako  psychologiczno-pedagogiczny proces oddziaływania na człowieka w celu kształtowania jego świadomości ekologicznej. Edukacja ekologiczna obejmuje  wprowadzanie do programów szkół wszystkich szczebli tematyki z zakresu ochrony środowiska i kształtowania środowiska, umożliwiającej łączenie wiedzy przyrodniczej z postawą humanistyczną, tworzenie krajowych i międzynarodowych systemów kształcenia specjalistów i kwalifikowanych pracowników dla różnych działów ochrony środowiska, nauczycieli ochrony środowiska, dokształcanie inżynierów i techników różnych specjalności oraz menedżerów gospodarki, a także powszechną edukację szkolną i pozaszkolną.
W potocznym rozumieniu są to wszelkie formy działalności skierowanej do społeczeństwa, ze szczególnym uwzględnieniem dzieci i młodzieży, które mają na celu wpływanie na poziom świadomości ekologicznej, propagowanie konkretnych zachowań korzystnych dla środowiska naturalnego, upowszechnianie wiedzy o przyrodzie. Działania te prowadzone są przez szkoły, przez specjalistyczne placówki edukacyjne zarówno publiczne jak i niepubliczne, a także przez liczne organizacje ekologiczne.
Może przyjmować różne formy, np.:
- kształcenie ustawiczne poprzez rozdawanie ulotek i programy edukacyjne
- kształcenie dzieci i młodzieży w zakresie ekologii
- zielone szkoły.

Edukacja ekologiczna obecna jest w formalnym systemie kształcenia. Rozporządzenie Ministra Edukacji Narodowej z dnia 27 sierpnia 2012 r. w sprawie podstawy programowej wychowania przedszkolnego oraz kształcenia ogólnego w poszczególnych typach szkół wprowadza edukację ekologiczną w postaci oddzielnej ścieżki edukacyjnej o charakterze wychowawczo-dydaktycznym począwszy od II etapu edukacyjnego (klasy IV-VI). 

## Edukacja ekologiczna w mediach społecznościowych
W drugim dziesięcioleciu XXI wieku aktywność instytucji i organizacji zajmujących się edukacją ekologiczną rozwinęła się w serwisach społecznościowych, np. z Lasami Państwowymi związanych było ponad 200 fanpage’ów. Także użytkownicy zainteresowani tematyką przyrodniczą tworzą oddolnie grupy w takich serwisach.
Walorami social mediów w edukacji ekologicznej, przyrodniczej i leśnej są:
- wirtualne grupy mogą propagować dobre nawyki w turystyce i rekreacji leśnej (etykę przyrodniczą), w tym np. przez umieszczanie w regulaminie ogólnych zasad takich jak „Nie zrywajmy roślin nam nieznanych”, które chronią gatunki rzadkie przed bezcelowym zrywaniem, albo akcja leśników na fanpage’ach Lasów Państwowych #zbierz5zlasu# będąca odpowiedzią na problem zaśmiecania lasów.
- aktywność w mediach społecznościowych motywuje do poznawania przyrody w terenie, pozwala na zdobycie wiedzy, obala popularne mity, umożliwia kontakt z naukowcami oraz praktykami, promuje wartościową literaturę, strony internetowe, a jednocześnie może służyć do ukazywania przekłamań i błędów merytorycznych np. w serwisach informacyjnych.
- możliwość kontaktu naukowców z miłośnikami przyrody za pośrednictwem social mediów stała się umożliwiła rozwój tzw. nauki obywatelskiej (citizen science). Za pośrednictwem sieci prowadzone są inwentaryzacje gatunków np. akcja internetowa Towarzystwa Herpetologicznego NATRIX, która polega nie tylko na zebraniu zgłoszeń obserwacji przez internautów gniewosza plamistego, ale również propaguje wiedzę o biologii i zagrożeniach dotyczących tego gatunku.